# Episodi di A casa dei Loud (seconda stagione)
La seconda stagione della serie animata A casa dei Loud è stata trasmessa negli Stati Uniti d'America su Nickelodeon dal 9 novembre 2016 al 1º dicembre 2017. In Italia è stata trasmessa in prima visione assoluta su Nickelodeon dal 12 giugno 2017 al 15 gennaio 2018,in chiaro è stata trasmessa in prima tv dal 2017 per concludersi nel 2019 su Super!
| nº | Titolo originale         | Titolo italiano                    | Prima TV USA      | Prima TV Italia |
| -- | ------------------------ | ---------------------------------- | ----------------- | --------------- |
| 1  | Intern for the Worse     | Stagisti antagonisti               | 9 novembre 2016   | 13 giugno 2017  |
| 2  | The Old and the Restless | Un nonno molto in forma            | 10 novembre 2016  | 13 giugno 2017  |
| 3  | 11 Louds of Leapin'      | Un amico per Natale                | 25 novembre 2016  | 12 giugno 2017  |
| 4  | Suite and Sour           | Hotel Loud-Inn                     | 9 gennaio 2017    | 15 giugno 2017  |
| 5  | Baby Steps               | Le tre C                           | 10 gennaio 2017   | 14 giugno 2017  |
| 6  | Brawl in the Family      | Il protocollo                      | 11 gennaio 2017   | 14 giugno 2017  |
| 7  | Back in Black            | Amore tenebroso                    | 12 gennaio 2017   | 15 giugno 2017  |
| 8  | The Whole Picture        | Le foto ricordo                    | 21 febbraio 2017  | 20 giugno 2017  |
| 9  | Lock 'N' Loud            | Ladri dai Loud                     | 22 febbraio 2017  | 20 giugno 2017  |
| 10 | Vantastic Voyage         | Van-tastico viaggio                | 23 febbraio 2017  | 16 giugno 2017  |
| 11 | Making the Grade         | Salto di classe                    | 24 febbraio 2017  | 16 giugno 2017  |
| 12 | No Such Luck             | Il porta sfortuna                  | 13 marzo 2017     | 22 giugno 2017  |
| 13 | Frog Wild                | Rane in libertà                    | 14 marzo 2017     | 22 giugno 2017  |
| 14 | Patching Things Up       | Riconciliazioni                    | 15 marzo 2017     | 19 giugno 2017  |
| 15 | Cheater by the Dozen     | Uno scatenato traditore            | 16 marzo 2017     | 19 giugno 2017  |
| 16 | Kick the Bucket List     | La lista                           | 10 aprile 2017    | 23 giugno 2017  |
| 17 | Party Down               | Una festa sofisticata              | 11 aprile 2017    | 23 giugno 2017  |
| 18 | Fed Up                   | Stufati                            | 12 aprile 2017    | 26 giugno 2017  |
| 19 | Shell Shock              | Genitori premurosi                 | 13 aprile 2017    | 26 giugno 2017  |
| 20 | Pulp Friciton            | Il fumetto                         | 14 aprile 2017    | 27 giugno 2017  |
| 21 | Pets Peeved              | L'intruso                          | 15 maggio 2017    | 27 giugno 2017  |
| 22 | Out of the Picture       | Niente foto                        | 16 maggio 2017    | 13 ottobre 2017 |
| 23 | Room with a Feud         | Il gioco delle stanze              | 17 maggio 2017    | 13 ottobre 2017 |
| 24 | Spell It Out             | L'incantesimo                      | 18 maggio 2017    | 16 ottobre 2017 |
| 25 | Relative Chaos           | Parenti turbolenti                 | 29 maggio 2017    | 12 ottobre 2017 |
| 26 | Back Out There           | Mi manchi!                         | 12 giugno 2017    | 16 ottobre 2017 |
| 27 | Fool's Paradise          | Chi la fa, l'aspetti               | 13 giugno 2017    | 17 ottobre 2017 |
| 28 | Potty Mouth              | La parola con la D                 | 14 giugno 2017    | 28 giugno 2017  |
| 29 | L Is for Love            | L'ammiratore di L. Loud            | 15 giugno 2017    | 28 giugno 2017  |
| 30 | ARGGH! You for Real?     | ARGGH! È vero?                     | 24 luglio 2017    | 18 ottobre 2017 |
| 30 | Garage Banned            | Casa Lori                          | 24 luglio 2017    | 18 ottobre 2017 |
| 31 | Job Insecurity           | Il lavoro dei sogni                | 25 luglio 2017    | 17 ottobre 2017 |
| 32 | Change of Heart          | La riconquista                     | 26 luglio 2017    | 19 ottobre 2017 |
| 33 | Health Kicked            | Una botta di salute                | 27 luglio 2017    | 19 ottobre 2017 |
| 34 | Lynner Takes All         | Lynn prende tutto                  | 28 luglio 2017    | 20 ottobre 2017 |
| 35 | Future Tense             | Il futuro                          | 18 settembre 2017 | 20 ottobre 2017 |
| 36 | Yes Man                  | Yes Man                            | 19 settembre 2017 | 23 ottobre 2017 |
| 37 | Friend or Faux?          | Il significato dell'amicizia       | 20 settembre 2017 | 23 ottobre 2017 |
| 38 | No Laughing Matter       | Basta scherzare                    | 21 settembre 2017 | 8 gennaio 2018  |
| 39 | Tricked!                 | Ci sei cascato                     | 13 ottobre 2017   | 11 gennaio 2018 |
| 40 | No Spoilers              | La guasta-feste                    | 16 ottobre 2017   | 8 gennaio 2018  |
| 41 | Read Aloud               | Gara in biblioteca                 | 17 ottobre 2017   | 10 gennaio 2018 |
| 42 | Not a Loud               | Il non Loud                        | 18 ottobre 2017   | 10 gennaio 2018 |
| 43 | Legends                  | Leggende                           | 11 novembre 2017  | 9 gennaio 2018  |
| 43 | Mall of Duty             | Sopravvivere al centro commerciale | 11 novembre 2017  | 9 gennaio 2018  |
| 44 | The Crying Dame          | Signorina in lacrime               | 24 novembre 2017  | 12 gennaio 2018 |
| 44 | Anti-Social              | Anti Social                        | 24 novembre 2017  | 12 gennaio 2018 |
| 45 | Snow Way Out             | Serata coi fiocchi                 | 1º dicembre 2017  | 15 gennaio 2018 |
| 45 | Snow Way Down            | In trappola sul trampolino         | 1º dicembre 2017  | 15 gennaio 2018 |

## Un amico per Natale
È Natale è tutti a casa Loud sono in fermento: Lana piazza trappole per le renne, Lola cerca di annullare il suo passato anno di cattiverie facendo buone azioni tutto il giorno per finire sulla Lista dei Buoni mentre Lisa continua a dirle che Babbo Natale non esiste, Luan tenta di fare le "12 barzellette di Natale", Lori cerca di trattenersi dallo scartare i regali (specie quando un gigantesco regalo da Bobby mette alla prova la sua pazienza), Lynn e Lucy sono a caccia di regali, Leni crea vestiti di Natale, Luna sta creando una canzone di Natale e Linc si gode la sua slitta. L'unico a non godersi la festa è il signor Grouse, il burbero e vecchio vicino che non fa altro che sgridare i Loud e tenersi la loro roba che casca nel suo giardino. La slitta di Linc fa la fine di quella roba e il ragazzo si intrufola per riprendersela, ma viene scoperto e la slitta si rompe. Prima di farlo andare via, Grouse lo obbliga a ripulire il suo pavimento dalla cenere che ha sparso e i pezzi di slitta ed è origliando una telefonata e vedendo una fotografia della famiglia Grouse che Linc comprende il malumore del vicino: ogni anno passa il Natale da solo perché non ha abbastanza soldi per andare a trovare la sua numerosa famiglia. Tornato a casa, Linc rivela tutto alle sorelle, che comprendono che, una volta tanto, dovrebbero fare un Natale in cui pensano agli altri e non a sé stessi e, assieme ai coniugi Loud, Clyde e i suoi padri, si mettono a cantare una canzone al vicino e gli regalano un biglietto del pullman che lo potrà portare dalla sua famiglia. Commosso, Grouse invita tutti in casa sua, dove ha posto il cenone dei vicini, in cui Grouse restituisce ai Loud la loro roba. Il giorno dopo, vestito da Babbo Natale, Grouse regala a Linc la sua vecchia slitta e poi parte per trovare la sua famiglia. Lori, intanto, apre il gigantesco pacco, trovandoci dentro Bobby (non avendo trovato un buon primo regalo di Natale aveva deciso di donare, letteralmente, tutto sé stesso).
Nota: da questo episodio Lynn Sr. e Rita, i genitori dei ragazzi Loud, mostrano le loro facce.

## Un nonno molto in forma
Lincoln va a trovare il nonno alla casa di riposo, dove vuole portarlo a fare divertenti attività, ma la rigida infermiera Sue glielo proibisce, costringendo i due a divertirsi all'interno, per quanto le altre rigide regole di Sue glielo impediscano. Nonno non ha nulla da obiettare, fidandosi ciecamente di Sue, ma Lincoln sa che il nonno sa prendersi cura di sé stesso, non è così decrepito da spezzarsi al primo sforzo, quindi, decide di portarlo fuori, promettendo a Sue di riportarlo prima del coprifuoco. Nonno Albert si diverte però un po' troppo, tardando e mancando il coprifuoco e, date le rigide regole, nonno viene cacciato via dall'ospizio, tuttavia, Albert non è dispiaciuto: ha passato una bella giornata e, come lui dice, non vale la pena vivere sotto simili regole. A queste parole, anche gli altri inquilini dell'ospizio si ribellano, costringendo Sue a riammettere Nonno Albert e a rendere meno severe le sue regole.

## Stagisti antagonisti
A scuola vi è la Fiera del Tirocinio e Lincoln e Clyde, decidono di fare uno stage all'area di servizio di Flip, il quale accetta ma mette una condizione: il miglior lavoratore otterrà il ruolo di manager, dando il via ad una rivalità tra i due amici e Flip ne approfitta per sfruttarli, pagandoli con frullati. Quando i due se ne accorgono, filmano di nascosto Flip infrangere diversi codici sanitari e lo costringono a pagarli in cambio del loro silenzio.

## Hotel Loud-Inn
I coniugi Loud accumulano abbastanza soldi e vogliono andare in un albergo con la spa. Lincoln e le sorelle, pur di non essere lasciati da zia Ruth durante la loro permanenza, li supplicano di portarli con loro, promettendo di comportarsi bene. Tuttavia, questa promessa non è destinata a durare: Lynn e Lana, facendo a gara con gli ascensori, li rompono, Lucy e Linc vanno a caccia di fantasmi, Leni finisce con l'essere scambiata per una facchina, Lisa usa i suoi esperimenti nella piscina dell'hotel e Lori e Lily si ritrovano bloccate sul tetto. Anche dopo essere stati messi in punizione nella loro suite, i Loud combinano ulteriori guai che, apparentemente, li fanno bandire tutti quanti dall'hotel. Sentendosi in colpa, i fratelli Loud rimodernano il soggiorno di casa loro come la spa e decidono di concedere ai genitori la ben meritata privacy e di andare da zia Ruth. Per quanto grati, i genitori non possono fare a meno di pensare che, in realtà, il motivo per cui sono stati banditi dall'hotel è perché loro due sono stati beccati nudi nella piscina.

## Le tre C e una S
Clyde crede che i suoi papà vogliano avere un altro bimbino e chiede a Lincoln e cracno aiuto per diventare un buon fratello maggiore. Lincoln, quindi, facendo dimostrazione sul campo con le sue sorelle minori, mostra la regola delle tre C e una S : Competenza (prendere ogni problema a testa alta), Cure (essere sempre gentile e premuroso) e Cracker (se le due opzioni non funzionano, sfruttare i cracker o biscotti) e sedativi se non funsionino le prime tre . Dopodiché, Linc lascia a Clyde la cura delle sue sorelle minori, ma non ha tanto successo. Lincoln, quindi, tenta di venirgli incontro chiedendo alle sue sorelle minori di chiedere a Clyde piccoli aiuti meno stressanti, facendogli recuperare fiducia in sé stesso, finché non scopre che è tutta una montatura, per poi doversi occupare di un vero problema, quando Lana sta per cadere da un albero. Ora che è pronto, Clyde torna dai suoi a dirgli che è pronto a prendere le redini di fratello maggiore, ma i coniugi McBride rivelano che, in realtà, non hanno preso un altro bambino, ma bensì una seconda micia.

## Il protocollo
Linc e cracno tornano a casa e scopre che Lori e Leni hanno litigato e quindi è scattato "il protocollo delle sorelle": le altre sorelle sorveglieranno le stanze occupate da Lori e Leni per dare a loro il tempo di calmarsi, questo però significa che nessun altro può entrare in quella stanza. Lincoln la trova una cosa ridicola e la trova ancor più ridicola quando scopre che, la fonte del litigio era il fatto che le due avevano preso lo stesso vestito. Per concludere al più presto questo protocollo, Lincoln tenta di far ragionare Lori e Leni, non accorgendosi che il protocollo ha funzionato e hanno fatto pace, finendo con il peggiorare la situazione e riattivare il protocollo, tuttavia, questa volta le cose prendono una diversa piega: anche tutte le altre sorelle iniziano a litigare (chi non sa coordinarsi quando accompagnano una sorella in altre stanze cercando di non farle incrociare l'altra, chi appoggia una e chi l'altra) e tutto per colpa di Lincoln e cracno che tenta di sistemare e facilitare di più le cose. Dopo essere andato da Clyde per sfogarsi, Lincoln e cracno tornano in casa armati e pieni di rinforzi, solo per trovarla tranquilla: senza Lincoln o cracno che si intromettevano nel protocollo, le ragazze si sono tranquillizzate.

## Amore tenebroso
Per un progetto di scienze, Lincoln deve lavorare con il compagno Rusty ad un modellino di sistema solare. Rusty, andando a casa Loud, si porta dietro il fratellino Rocky. Lucy se ne invaghisce, ma dopo aver provato a farsi avanti, Rocky si sente agitato e scappa. Lucy si confida con Linc, il quale suggerisce che, probabilmente, Rocky è interessato a "cose normali". Lucy prova quindi a comportarsi "normale", cominciando dal look (con grande gioia delle sorelle, che le danno una mano), ma neanche così riesce a fare colpo su Rocky. Lucy è demoralizzata e ritorna la solita goth di sempre, così Linc consiglia Rocky, il giorno dopo, di consolarla con una bibita. Rocky, quindi, le rivela che non era spaventato dalla sua aura tenebrosa, anzi, la considerava troppo tosta e fuori dalla sua portata. Felice, Lucy inizia a passare del tempo con Rocky, senza temere di essere ritenuta strana.

## Le foto ricordo
Mentre Lincoln fa vedere le sue foto d'infanzia a Clyde che tiene sul PC, le cancella per sbaglio. Non volendo perdere tanti preziosi ricordi, Linc si fa aiutare da Clyde nel ricreare le foto, ma non ottiene lo stesso risultato. Le sorelle lo scoprono e lo rassicurano che le foto vanno e vengono, ma i ricordi sono quelli che vanno mantenuti, e con ben dieci sorelle che ricordano quei bei tempi, sarà difficile che potrà dimenticarle dall'oggi al domani.

## Ladri dai Loud
Tornati a casa da una lezione di ballo, i coniugi Loud trovano la porta d'ingresso non chiusa a chiave. Furioso, papà Loud sgrida i figli per cotale leggerezza per la loro sicurezza, citando che il loro quartiere è stato palcoscenico di alcuni furti. Effettivamente preoccupati, i fratelli Loud decidono di rendere sicura la loro casa, con trappole antiladro, allenandosi nella difesa personale e assumendo guardie (Bobby e il team di rugby di Lynn). Papà Loud è contento di cotale alacrità, ma la porta continua a non venire chiusa a chiave e la cosa non migliora quando il ladro viene catturato dalla polizia e i Loud tirano un sospiro di sollievo. Papà Loud, quindi, corrompe il Signor Grouse a fingere di essere stato derubato, e i ragazzi tornano all'allerta, imparando finalmente a chiudere la porta a chiave. Papà Loud, uscito di soppiatto, ricompensa Grouse con dei muffin, ma rientrando fa scattare le trappole. I Loud lo catturano e, quando papà Loud tenta di giustificarsi, Grouse manda a monte tutto, urlando a Loud di "non coinvolgerlo nei suoi piani se lo ripaga con roba a cui è allergico". Papà Loud ammette che non c'è mai stato un ladro, ma è costretto (per via di forze maggiori) che anche così, la loro casa è al sicuro.

## Van-tastico viaggio
Il Vanzilla è ormai un rottame vagante, ma papà Loud non è intenzionato a separarsene, essendo stato tramandato di Loud in Loud sin dai tempi di suo nonno. I Loud, quindi, decidono di convincerlo a prendere un nuovo van e, tramite segnali subliminali, riescono nell'intento e papà Loud compra "Veronica", tuttavia, essendo nuova di zecca, papà Loud non intende farla sporcare o sfruttare dai ragazzi, diventando troppo ossessivo. I ragazzi, quindi, sono costretti a rifargli riprendere Vanzilla, ma nessuno dei loro tentativi va a buon fine, finché, parlandone con i suoi amici del "van club", realizza che gli mancano i bei momenti creati con il Vanzilla, quindi, lo recupera dalla discarica, con gran gioia della famiglia.

## Salto di classe
Lisa, non sentendosi abbastanza stimolata dall'asilo, decide di chiedere si saltare qualche classe ed essere ammessa in elementare, finendo nella classe di Lincoln. A causa però della sua intelligenza, che mette a disagio la classe, Lincoln diventa un reietto agli occhi dei compagni. Linc lo spiega a Lisa, suggerendole di comportarsi al loro livello, cosa che Lisa prende in considerazione come un esperimento sociologico e le cose paiono andare bene per entrambi: Linc non è più visto storto e Lisa diventa popolare, senza bisogno di essere saputella. Tuttavia, Linc scopre che Lisa è intenzionata a mantenere tale carattere, gettando via tutti i suoi alambicchi e strumenti scientifici, non aiutando le sorelle in qualità di tutor, non aiutando il padre in cucina e non mettendo la sua intelligenza al servizio di tutti (perdendo a radioquiz e non ricordando alla famiglia di prendere il nonno alla stazione), facendo ottenere a Lincoln occhiatacce da tutta la famiglia. Lincoln, quindi, convince Lisa a tornare la normale saputella intelligente, non tanto per il suo bene, ma per il bene che lei farà (in un prossimo futuro) al mondo con le sue invenzioni, convincendola a tornare intelligente e a tornare all'asilo.
Nota: questo episodio dovrebbe essere stato mandato in onda durante la prima stagione, probabilmente, perché le facce di Lynn Sr. e Rita non si vedono.

## Il portasfortuna
Avendo molte sorelle, il calendario di Lincoln è strapieno di impegni in qualità di spettatore delle loro partite, sfilate, spettacoli e così via e tenta sempre di evitarle, ma Lynn riesce a trascinarlo alla sua partita di baseball, che finisce con una sonora sconfitta per la sua squadra. Lynn, essendo molto superstiziosa, si convince che Linc sia il motivo per cui ha perso: non avendo spettato alle altre sue partite (che ha vinto), Lincoln di sicuro è quello che ha portato sfortuna all'attuale partita. Notando che questa sua presunta iella può evitargli di partecipare agli eventi delle sorelle, Lincoln accetta questa teoria e le sorelle (anche le più scettiche) gli credono e non lo invitano. Tuttavia, le cose iniziano a prendere una brutta piega: Linc non viene nemmeno invitato a fare colazione insieme alla famiglia, ad andare al cinema o alla spiaggia, il tutto per la sua presunta iella. Quando viene costretto pure a dormire fuori e si trasferisce in uno squalido appartamento di un palazzo disgustoso dove vivovono tutti i criminali della città, Lincoln deve trovare una soluzione a ciò. Il giorno dopo, alla partita di Lynn, Linc si traveste nella mascotte della sua squadra. Quando Lynn celebra la vittoria, Lincoln rivela di essere stato presente alla partita e, siccome ha vinto, la sua teoria sul fatto che portasfortuna, non regge e Linc è riammesso in famiglia… purché continui ad indossare il presunto costume portafortuna alle loro attività

## Rane in libertà
La classe di Lincoln deve dissezionare delle rane, ma quando Lana lo scopre, gli mostra allora un toccante filmato di lei e il suo rospo Hops, facendogli capire che anche le rane hanno sentimenti e non meritano una simile fine. Lincoln si convince e portano via le rane dall'aula e, non potendo lasciarle nello stagno a causa dei predatori, decidono di tenerle, momentaneamente, in casa. Sfortunatamente, il preside Huggins prende seri provvedimenti, decidendo di ispezionare le case degli studenti finché non scoprirà "l'eroe delle rane". Linc e Lana corrono a casa a recuperare le rane, scappate dal vivaio, e tentano di nasconderle al preside, riuscendoci, ma venendo scoperti proprio ad un passo dal traguardo. I due sono costretti a restituire le rane, ma Hops fa vedere al preside il filmato di Lana, facendogli capire la crudeltà della vivisezione, quindi, il nuovo progetto degli studenti è creare un vivaio più spazioso per le rane.

## Riconciliazioni
Lana e Lola sono emozionate: presto entreranno nelle Campanule, il gruppo scoutistico femminile famoso per i suoi dolci biscotti (cosa che attira molto l'attenzione di Clyde e Linc, che le seguono con la scusa di fare il tifo per loro). Per entrare nel gruppo, devono ottenere entro fine giornata almeno cinque distintivi, ottenibili dalle nove attività che faranno. Lana riesce a ottenere le prime quattro con facilità, essendo lavori in cui bisogna, letteralmente, sporcarsi le mani, ma Lola non ha tanta fortuna (svenendo dal disgusto ogni minuto). Le prossime quattro attività, però, le parti si invertono, essendo le prove in cui Lola eccelle ma non Lana. Pian piano, da incoraggiamenti, le ragazze passano ai sbeffeggiamenti, tuttavia, temendo che l'altra fallisca la prossima attività (che è a sorpresa) e non possano entrare, assieme, nelle Campanule, le due perdono di propria volontà, seppure la loro prova era perfetta per loro. Quando le due notano di aver avuto la stessa idea, si perdonano a vicenda e, così facendo, vincono anche la nona attività: la prova di fiducia e amicizia. Intanto, Clyde e Lincoln scoprono con orrore che la nuova politica delle Campanule ha abolito la vendita dei biscotti a favore di alimenti più sani.

## Uno scatenato traditore
Clyde e Linc scoprono che Bobby si vede con la vicina del primo e, chiedendogli più tardi che ci stesse facendo, Bobby dice ai due (con fare sospetto) che non può spiegarglielo e gli chiede di non rivelarlo a Lori. I due provano inizialmente a dirlo a Lori, ma non se la sentono di spezzare il suo cuore (specie con il loro anniversario alle porte), ma le altre sorelle scoprono di ciò e, per quanto scioccate, onde non saltare subito alla conclusione errata, decidono di raccogliere più prove. Come previsto, Bobby non stava tradendo Lori con la vicina di Clyde, tuttavia, il giorno dopo, Linc e Clyde lo trovano con un'altra ragazza e, seguendolo, lo vedono svolgere attività molto ambigue con altre ragazze e addirittura un affascinante uomo. Parlandone con le sorelle (e mostrando prove fotografiche), i Loud e Clyde, il gruppo insegue Bobby ad un ristorante italo-cinese e domanda chiarimenti sul suo tradimento. Lori, appena arrivata, chiede che sta succedendo e Linc mostra le prove fotografiche, ma Bobby spiega tutto: quelle persone non sono sue amanti, ma sue amiche e colleghe (e il suo insegnante di tango) al quale ha chiesto consigli e aiuti per l'anniversario con Lori. I ragazzi si scusano con Bobby e con Lori, ma questa li perdona, colpita da tutto quello che hanno fatto per "salvarla" da un "bugiardo".

## La lista
La pausa di primavera è giunta e Linc e Clyde non vedono l'ora di completare la loro lista di attività che hanno organizzato e programmato di fare entro i nove giorni di vacanza. Sfortunatamente, un'orribile notizia attende la coppia: i genitori di Clyde hanno preparato una vacanza alle Hawaii e saranno via per otto giorni. Spaventati, i due decidono di ridurre la lista e poi fare quanto possibili il nono e ultimo giorno, ma non riescono a rimuovere nulla e si dividono la lista e si mettono a completarla, ma si accorgono che il divertimento, non è quello che speravano di godersi. Tornando a casa, con la lista quasi completa, al bus scoppia una ruota e i due, avendo poco tempo prima della fine della giornata, devono sbrigarsi, correndo a casa a bordo di un motorino per anziani, poi su delle pecore, su un carrello e in dei bidoni. Giunti a casa in tempo, i due realizzano di essersi divertiti di più con questa corsa contro il tempo piuttosto che con le attività programmate e si ripromettono che, per l'estate, non stillino più simili liste.

## Una festa sofisticata
Lori chiede ai genitori se può organizzare una festa in cantina e ottiene il loro permesso, con gran gioia del padre che sfodera fuori la scatola per le feste, ma Lori rivela di voler organizzare una festa sofisticata, con l'aiuto di Bobby, Leni, Luna e (per insistenza) Luan, gli altri non vengono invitati a causa della loro natura scatenata. Linc, quindi, si intrufola alla festa, notando che è un mortorio e che, per quanto Luna e Luan tentino di migliorare la situazione con divertenti attività, Lori li caccia via. Tocca a Linc migliorare l'atmosfera, ma viene cacciato anche lui e invitato dalle sorelle alla loro festa "normale" in soggiorno. Pian piano, gli ospiti di Lori se ne vanno, annoiati dalla troppa tranquillità e, tornando mestamente in camera, Lori nota la festa dei fratelli e viene invitata. Tramite i selfie di Leni, gli ospiti di Lori tornano e si godono la normale festa, che le sorelle dicono essere tutta opera di Lori, che ringrazia e si scusa con i fratelli.

## Stufati
Ogni settimana, papà Loud cucina sempre le stesse cose per cena, rendendola una cosa banale e ormai priva di emozione per i fratelli Loud. Tuttavia, il piatto di questa sera è stato rovinato, così papà Loud opta di ordinare la pizza. Lincoln, quindi, pianifica con le sorelle un piano: se la cena viene rovinata, papà sarà costretto a ordinare la pizza. Così, il giorno dopo, i ragazzi sabotano ogni piano di papà Loud di cucinare il gulasch, riuscendo infine nell'intento di avere un'altra pizza. Sfortunatamente, i coniugi Loud hanno scoperto del loro piano e pretendono una spiegazione. I ragazzi spiegano che sono stufi di mangiare ogni settimana le stesse cose, ma papà Loud rettifica che non è così facile preparare tante porzioni per 13 persone e che non dovrebbero fare gli schizzinosi, quindi, offre a loro l'opzione di cucinare loro il piatto di domani. I ragazzi, quindi, si mettono all'opera, ma non sono d'accordo su cosa preparare, finendo con il servire un misto di cibarie dal gusto terribile. I ragazzi si scusano con il padre e gli danno una mano nel preparare la cena di sempre, notando che è più gustosa con l'aiuto extra dei ragazzi.

## Genitori premurosi
La professoressa Johnson incarica gli alunni di badare a un uovo come se fosse un neonato e chi lo accudirà meglio vincerà una colazione con i waffle. Tra le coppie, Lincoln capita con Ronnie Anne e teme che la ragazza, data la sua natura di bulla e spericolata, possa distruggere l'uovo, quindi fa di tutto per non farglielo tenere. Stufa, la ragazza si ripromette che, alla fine della scuola, lei impugnerà quell'uovo. Spaventato, Lincoln crea un falso ovetto e glielo dà, tuttavia, quando torna a casa, scopre con orrore che è lui che si è portato dietro l'uovo falso, mentre Ronnie ha quello vero. Andato a casa sua, Lincoln realizza che Ronnie Anne si è seriamente presa cura dell'uovo e che sa essere responsabile (come dimostra aiutando il distratto fratello e la stanca madre), ma la ragazza scopre dell'uovo falso e, nella discussione che segue, l'uovo si rompe. Per farsi perdonare, avendo capito che il compito non era tanto per vedere la loro responsabilità nei confronti del "piccolo", ma la fiducia tra i due "genitori", Lincoln chiede alla maestra di ripetere il compito e si fa perdonare da Ronnie Anne, che gli rivela che anche lei lo ha gabbato: il vero uovo è sempre stato al sicuro nella sua tasca e quello che si era rotto era un altro.

## Il fumetto
Per un concorso indetto dal fumetto di Ace Savvy, Lincoln e Clyde creano un fumetto del personaggio con un gruppo di personaggi ispirati alle sorelle Loud: il vincitore vedrà la propria storia pubblicata e incontrerà l'autore di Ace. Fieri, i due lo mostrano ai compagni di scuola, ma il preside Huggins lo sequestra. Quando i due provano a controbattere (dicendo che devono inviarlo entro 4:00) il preside li mette anche in punizione fino alle 5:00. Le sorelle Loud, nutrendo fiducia nella vittoria di Linc (e volendo diventare famosette), giungono in loro soccorso, liberandoli. Sfortunatamente, prima di recuperare il fumetto, il preside esce, portandoselo dietro. Dopo un movimentato inseguimento automobilistico, i Loud e Clyde recuperano il fumetto senza farsi scoprire e corrono all'ufficio postale, trovandoci Huggins, anche lui intento a consegnare un fumetto per il concorso. I due capiscono tutto: il preside, temendo di perdere, li ha boicottati. Huggins, quindi, spiega che Ace Savvy è stato un fumetto importante nella sua infanzia e che voleva vincere il concorso per avere l'opportunità di incontrare l'autore e ringraziarlo. Colpiti, i due ragazzi lo perdonano e decidono di cambiare il finale della storia, aggiungendo un personaggio ispirato a Huggins, vincendo il concorso.

## L'intruso
In casa Loud vi sono quattro animali domestici (oltre agli animaletti di Lana e Lucy): il cane Charles, il gatto Cliff, il canarino Walt e il criceto Geo. Tutti e quattro sono adorati dai propri padroni, ma un nuovo animaletto trovato da Lana, un dolce cucciolo di Bobtail, minaccia di rubargli l'affetto dei Loud. I quattro decidono di sbarazzarsi dell'intruso, prima cercando di accusarlo di aver danneggiato alcuni mobili, ma senza successo, e infine chiamando l'accalappiacani che lo porta via. I quattro festeggiano, ma quando realizzano che potrebbero aver condannato il povero cucciolo, corrono in suo soccorso. Tornati a casa, gli animali scoprono che i fratelli Loud stavano per uscire a consegnare volantini per ritrovare i loro animali, riabbracciandoli con gioia. Come Charles, Cliff, Walt e Geo accettano il nuovo arrivato, arriva una bambina che si rivela essere la sua padrona, che lo aveva perso durante una passeggiata e ringrazia i Loud di essersi presi cura del suo Watterson, che saluta con affetto i suoi nuovi amici animali.

## Niente foto
È il periodo in cui si fanno le foto per l'annuario. Linc e Clyde si fanno raccontare dal loro amico Liam la storia di uno scolaro che, comparendo solo in una foto dell'annuario, ha passato il resto dell'anno (e della sua vita) nascosto nell'ombra senza che nessuno se ne accorgesse. Preoccupati, i due decidono di infiltrarsi nelle foto di gruppo dei club per non finire dimenticati, ma senza successo. Lola, intanto, scopre con orrore che la sua foto è venuta male e, temendo che ciò minerà la sua futura carriera, decide di rimediare chiedendo alle sorelle di farle una bella foto. Dopo vari tentativi, Lily gliene scatta una bella, ma il Coach Pacowski (incaricato dell'annuario) non può inserirla. Clyde e Linc, intanto, trovano un'altra soluzione ed entrano nello staff della produzione dell'annuario e alterano le foto per figurare in tutte le foto dei club. Lola, vedendoli lavorare per l'annuario, passa la sua foto perfetta a Lincoln dentro una chiavetta USB, ma avendo già la chiavetta principale piena di foto truccate, non c'è spazio per quella di Lola. Sul punto di concludere il lavoro, Linc chiede a Clyde di tenere distratto il Coach mentre finisce il lavoro e l'amico lo distrae con una seduta terapeutica dove Lincoln scopre che il Coach dovette rinunciare al suo sogno di diventare un ballerino irlandese a causa di cattive scelte. Ascoltandolo, Linc decide di annullare il suo piano e cambia solo la foto della sorella, ottenendo la sua gratitudine e le commoventi parole che, anche se non saranno tra i più ricordati dell'annuario, lei non dimenticherà mai questo gentile gesto. I due hanno comunque un lieto fine: avendo partecipato nella realizzazione dell'annuario, appaiono in una foto a doppia paginata.

## Il gioco delle stanze
Ancora una volta, i litigi tra le compagne di stanza, non mancano in casa Loud. Lincoln, quindi, per risolvere la situazione, sottopone le ragazze ad un test di compatibilità di Ace Savvy, formando nuovi accoppiamenti in cui le sorelle non saranno divise in stanza per ordine di nascita, ma per personalità (Lana e Lynn per il loro carattere rude, Lucy e Lola per il loro tocco drammatico e così via). All'inizio le cose sembrano andare bene, ma dopo neanche un giorno che i litigi riprendono. Lisa, però, trovando l'idea di Lincoln interessante, la ripropone, stavolta usando il suo super computer, piuttosto che un test di un fumetto: nuovi accoppiamenti vengono fatti e questa volta, Lincoln si ritrova in coppia con Lily dato che, tra gli ultimi tre rimasti (ossia Linc, Lily e Lisa) loro due erano i più compatibili, per quanto non con una buona percentuale. Difatti, Linc non è contento della sua coinquilina e, sul punto di chiedere alle ragazze un'altra sistemazione, nota che tutte le nuove accoppiate di stanza stanno effettivamente bene. Linc ne parla con Clyde al telefono, dicendo che sopporterà la sua compagna di stanza per il bene delle altre sorelle. Il giorno dopo, però, le sorelle (avendo origliato la sua conversazione e colpite per il suo sacrificio), hanno deciso di ritornare alle normali accoppiate di prima e sforzandosi di migliorare a vicenda per il bene della loro convivenza.

## L'incantesimo
Lucy, essendo silenziosa e solitaria, quasi non viene notata dai fratelli: alla loro ultima riunione (alla quale non ha partecipato) hanno preso importanti decisioni senza il suo parere e che ora scombussolano la sua quotidianità e viene spesso trattata (inconsciamente) dai loro come uno zerbino. Rifugiatasi in soffitta per un po' di pace, Lucy incappa negli oggetti della bisnonna Harriet, tra cui un interessante libro d'incantesimi e li testa subito sui fratelli e scopre con piacere che funzionano: prima pone fine ad una telefonata di Lori maledicendo il cellulare rompendolo , poi provoca prurito al fondoschiena di Lana e rende Lisa (letteralmente) appiccicosa. Quindi, Lucy conclude la sua vendetta incantando i loro cuscini e, il giorno dopo, i fratelli Loud si risvegliano senza la voce. Con grande sua gioia, Lucy ha finalmente il coltello dalla parte del manico e non permette ai suoi silenziosi fratelli di trattarla da zerbino, ma scopre che, senza la voce, i fratelli Loud hanno rovinato la loro giornata: Lynn, per esempio, che faceva da nocchiere durante la partita di canottaggio, non ha guidato la squadra alla vittoria, Lincoln ha perso un torneo videoludico visto che non poteva suggerire vocalmente le strategie, gli amici di Lori credono che li stia ignorando e così via. Lucy, pentita, trova il controincantesimo: i suoi fratelli riavranno la voce, ma lei dovrà contenerne gli effetti. Lucy, quindi, indice una riunione e ammette tutto, compreso il fatto che è disposta a sacrificare la sua voce per ridarla a loro, ma i ragazzi si mettono a ridere, visto che lei non ha mai lanciato veri incantesimi: il telefono di Lori aveva solo la batteria scarica, Lana si era rotolata per sbaglio sulle ortiche e a avuto l orticaria sul sedere , Lisa stava sperimentando con un collante e se le rovvesciato adosso e i fratelli non hanno più la voce perché il giorno prima hanno fatto tifo al nonno durante la sua partita a Shuffleboard Tifando così forte fino a perdere la voce per il lagiti , l infiammazione delle corde vocali. Lucy si scusa comunque per non essersi espressa e i fratelli si scusano a loro volta per averla ignorata.

## Parenti turbolenti
Bobby, la sorella Ronnie Anne e la madre Maria vanno per un weekend dalla loro famiglia a Great Lake City, in un'altra città (cosa che strazia Lori e Bobby). Arrivati, i tre sono accolti dai nonni Rosa e Hector, gli zii Frida e Carlos, i cugini Carlota, CJ, Carl e Carlitos, il grande cane Lalo e il pappagallo Sergio. Intanto che nonno Hector mostra al nipote la sua "bodega", Ronnie Anne non si trova a proprio agio in mezzo a così tanti parenti invasivi. Il giorno dopo, Bobby e Ronnie Anne scoprono che in realtà la loro non è una visita di cortesia: Maria, dal momento che lavora troppo come infermiera, si sente sempre male a lasciare i figli da soli, così ha deciso di trasferirsi a Great Lake City con il resto della famiglia, scioccando la ragazza.
Ronnie Anne chiama Lincoln e Lori per chiedere a loro aiuto e i due si precipitano a Great Lake City. Lori tenta di convincere il suo ragazzo a non trasferirsi, ma non ha successo, specie vedendo come sia felice con il suo lavoro alla bodega, e decide di lasciarlo a Great Lake City e intraprendere una relazione a distanza finché (a breve) non comincerà l'università dove, tra l'altro, insegna Carlos. Ronnie Anne, intanto, spera che la visita dei due Loud possano aiutarla a convincere la madre e il fratello di ritornare a Royal Woods, non ritenendosi in grado di vivere con una numerosa famiglia, ma Lincoln (avendo esperienza in questo campo), la convince altrimenti, dopo aver rivelato ai Santiago che devono concedere a Ronnie Anne lo spazio e il tempo per ambientarsi al nuovo ed estremo cambiamento. Ronnie finisce con l'accettare la cosa e ringrazia Lincoln, con il quale si terrà in contatto.

## Mi manchi!
Convinti che Lincoln soffra per il trasferimento di Ronnie Anne, vedendolo diverse volte davanti alla vecchia casa dei Santiago, gli amici Clyde, Rusty, Zach e Liam organizzano un meraviglioso pomeriggio tra migliori amici per fargli passare la malinconia, prima facendo diverse attività mascoline, poi cercando di fargli conoscere altre ragazze e poi portandolo alla spa, ma ogni volta, i ragazzi trovano Linc alla porta dei Santiago. Stufati, i quattro gli dicono in faccia che deve smettere di straziarsi per la partenza di Ronnie Anne, ma Lincoln gli spiega che in realtà non è triste, semplicemente sta aspettando per lei un pacco che è stato mandato al suo vecchio indirizzo. I ragazzi si scusano, ma Lincoln li perdona per il loro gentile gesto. Il pacco, intanto, arriva: Ronnie Anne, via videochat, chiede a Lincoln di controllare se il contenuto non si sia rotto e si scopre che il pacco è una torta su molla. Era tutto uno scherzo ben pianificato da Ronnie Anne, che fa anche ridere Lincoln, il quale capisce che quest'ultima gli manchi per davvero.

## Chi la fa, l'aspetti!
Il Pesce d'Aprile si avvicina e i Loud sono spaventatissimi. Fortunatamente, la famiglia trova una soluzione: mandare, il 31 Marzo, Luan ad un campeggio per clown e poi recuperarla tra due giorni. Sulla via di casa, però, il Vanzilla cede e i Loud si stabiliscono per la notte in un motel. Nella notte, un grillo disturba il loro sonno e, nel tentativo di trovarlo, scoprono che Luan ha pianificato tutto quanto: non esiste alcun campo per clown, l'intero motel è tappezzato di trappole da Pesce d'Aprile ed il peggio è che ha assunto un "traditore". Uno ad uno, i Loud cascano nelle trappole e Lincoln scova finalmente il traditore: è papà Loud, che ha ceduto poiché Luan gli ha promesso un decennio senza scherzi, ma decide di farsi perdonare. Con un trucco, papà Loud dà a Luan un assaggio della sua stessa medicina, finendo vittima dei suoi stessi scherzi. Luan si complimenta con loro, ma si promette malignamente che la prossima volta userà il peggio del peggio del suo repertorio.

## La parola con la D
Lily deve fare una selezione per entrare, l'anno prossimo, all'asilo nido, e i coniugi Loud escono per comprare delle cravatte per il colloquio. Mentre i ragazzi attendono l'arrivo dell'insegnante, la Dr. Shuttleworth, Lily mugugna quella che i ragazzi identificano come "la parola con la D" e realizzano che l'ha sicuramente imparata imitando il loro comportamento. Temendo che ciò potrebbe costargli l'ammissione all'asilo, i ragazzi tentano di istruire Lily nel non imprecare. I ragazzi sembrano aver avuto successo nel loro piano, ma quando i genitori tornano e si preparano all'arrivo della dottoressa, i ragazzi sentono Lily ripetere la parola con la D, quindi, tentano di sabotare, a favore di Lily, il colloquio, arrivando a scambiare Lily con Lisa (che riesce a farle passare la selezione). Proprio un attimo prima che la dottoressa vada, Lily enuncia la parola, ma come rivela la dottoressa, non è un'imprecazione: stava dicendo "dolcetto", e i ragazzi realizzano che questa parola veniva detta, in effetti, quando Lily era in presenza di dolci. I ragazzi si tranquillizzano, Lily passa la selezione e i Loud si rilassano, dando a Lily il dolcetto. Charles, però, glielo ruba e, frustrata, Lily impreca per davvero, scioccando i Loud.

## L'ammiratore di L. Loud
Una curiosa lettera arriva a casa Loud: è una poesia d'amore anonima indirizzata a "L. Loud". I fratelli Loud si iniziano a domandare chi possa essere e iniziano a pensare che possa averla scritta la propria cotta (l'unica cosa sicura è potrebbe non essere Bobby, dato che il mittente si firma come "il tuo ammiratore segreto"). Su consiglio di Lucy (esperta in queste cose grazie ai suoi romantici romanzi vampireschi), i fratelli Loud mandano alle proprie cotte dei segnali. Il giorno dopo, giunge un'altra lettera dall'ammiratore con una rosa come pegno, e la poesiola specifica che il destinatario ha i capelli bruni. Lynn, Lisa e Luan sono estasiate, ma non Luna, poiché ritiene che la sua cotta, Sam, un membro della sua band, non contraccambi il suo amore. La prossima fase, secondo Lucy, è quella di ricambiare la rosa con un altro pegno. Lynn, Lisa e Luan mandano il loro pegno alle proprie cotte, ma Luna si tira di nuovo indietro. Una terza lettera arriva e un'altra cosa viene dettagliata del destinatario, il suo accento inglese: a quanto pare è proprio Luna colei a cui sono destinate le lettere. La lettera chiede di incontrarsi ad un locale inglese. Luna ci va, accompagnata dai fratelli come supporto morale, e dentro il locale ci trovano anche i loro genitori: si scopre che in realtà, le lettere erano per papà Loud (il cui nome è Lynn Sr.) e il mittente era mamma Loud. Per celebrare il giorno in cui si sono incontrati, i due emulano ogni anno gli eventi che li hanno spinti ad uscire insieme: quando Rita faceva da controllore del traffico, si invaghì di Lynn, che faceva jogging passando sempre dalla sua strada e, dopo molti attimi di preoccupazione, si fece coraggio e gli mollò di nascosto in tasca delle poesiole d'amore fino ad invitarlo allo stesso locale dove ora si trovano. Colpita dalla storia, Luna decide allora di farsi avanti e rischiare di confessarsi a Sam, suggerendo ai fratelli di fare altrettanto con le proprie cotte. Il giorno dopo, i Loud passano alle proprie cotte una poesiola e tutti l'accettano con un sorriso. Luna, quindi, si decide di dare la lettera a Sam e scopre con gioia che anche LEI contraccambia il suo affetto.

## ARGGH! È vero?
"ARGGH!", il programma televisivo seguito da Lincoln e Clyde farà tappa a Royal Woods per il prossimo episodio. Estasiati i due vanno a vederlo dal vivo e vedono Hunter (il protagonista) entrare nell'abbandonata chiesa del cimitero. Con grande loro fortuna, un membro dello staff li scambia per assistenti di regia (dati i loro costumi) e li fa entrare e li aiuta a montare la falsa cattura del fantasma. Scioccati che "ARGGH!" non è affatto vero, Lincoln cancella tutte le registrazioni che ha del programma, ma Clyde non la prende altrettanto bene: convinto che tutto a cui deve credere sia falso, specie tutto quello visto in TV, è diventato chiuso e praticamente un guscio vuoto. Lincoln ne parla con Hunter (sinceramente dispiaciuto della perdita di un leale fan come Clyde) e rivela che non è che i fantasmi non esistano (ne ha catturati di veri), semplicemente non sono facili da trovare e devono falsificarne la caccia quando non ne trovano uno in tempo per il prossimo episodio. Per ridare un po' di fiducia a Clyde, i due decidono di fingere di catturare il fantasma con il l'aiuto del ragazzo. Il piano procede (e Lincoln e Hunter scoprono che c'è davvero un fantasma) e Clyde torna il suo solito sé stesso.

## Casa Lori
Stanca di essere assillata dalle sorelle e di non avere un attimo di privacy, Lori decide di trasferirsi in proprio nel garage (non avendo altre stanze libere). Lori inizia a godersi la tranquillità, peccato che nel giro di poco la trovi noiosa e anche spaventosa (specie di notte). Lori decide di voler tornare in casa, ma temendo che i fratelli le rinfacceranno questa sua "sconfitta morale", decide di trovare un modo che la costringa a sloggiare: prima fa liberare dei topi nel garage, ma Lisa li cattura grazie ad un suo marchingegno; quindi, Lori rompe il suo bagno, ma Lana lo ripara; dopodiché, Lori si inventa che casa sua è infestata da un fantasma, ma Lucy esegue un rituale e si scopre che c'era davvero un fantasma, ma è lui a volersene andare, infastidito dalla coinquilina. Lori, infine, convince il Signor Grouse a schiantare il suo tagliaerba contro il garage in cambio delle lasagne del padre. Grouse accetta, ma sbaglia garage e, dalle sue imprecazioni, i fratelli Loud capiscono che era una montatura. Lori vuota il sacco, ma i fratelli non le ridono, anzi, sono felici che farà ritorno: si sentivano persi senza di lei.

## Il lavoro dei sogni
I ragazzi vanno all'ufficio del padre per ridargli il suo laptop, ma scoprono che papà Loud non lavora più in ufficio da settimane. I ragazzi credono che la colpa sia loro e di tutti i disastri combinati nelle giornate porta tuo figlio al lavoro. I ragazzi, con l'aiuto dei chip di Lisa, ritrovano il padre che lavora come lavapiatti in un ristorante russo-hawaiano. Dispiaciuti del sacrificio del padre, i ragazzi decidono di trovargli un altro lavoro da tecnico informatico e, inizialmente, pensano di spacciarsi per lui e fare un colloquio, ma nessuno è in grado di farsi passare per papà Loud, ma poi pensano al Signor Grouse e, con il pagamento di due teglie di Lynn-sagne (le lasagne di papà), lo convincono a spacciarsi per Lynn Sr. e aiutarlo a ottenere un posto come tecnico. Dopo aver istruito il vecchio vicino nel linguaggio computeristico, il loro piano ha successo: Grouse-Lynn ha ottenuto il lavoro. Con molta gioia, i ragazzi fanno licenziare il padre dal lavoro di lavapiatti e vanno a dargli la lieta notizia, ma un'amara sorpresa li attende: papà Loud non è stato licenziato dall'ufficio per causa loro, ha smesso di propria volontà perché voleva seguire il suo sogno di diventare un cuoco e aprire un proprio ristorante, ma prima deve cominciare dal basso. I ragazzi chiedono scusa e papà Loud li perdona, ringraziandoli del pensiero. A tale scena, Sergei, il capo di Lynn Sr., lo riassume e, dopo essere scivolato e rotto il braccio, offre a Lynn di mettere alla prova le sue doti culinarie, ottenendo una promozione a vice-capo cuoco. Per quanto riguarda al posto di tecnico, se lo tiene Grouse, appassionatosi all'uso dei computer.

## La riconquista
Clyde è innamorato pazzo di Lori, ma quando la vede va così in estasi da perdere sangue dal naso a fiotti e comportandosi da robot in sovraccarico. Lori, stufa di avere le scarpe zuppe di sangue nasale, esprime il desiderio che Clyde si comporti normalmente davanti a lei, cosa che vorrebbe anche Clyde. Lincoln, vedendo come Leni riesce ad aiutare il signor Grouse con i suoi scatti d'ira, decide di assumerla come personal training per il problema di Clyde. Lori, osservando alcune scene fuori contesto, arriva alla conclusione che ora Clyde è innamorato pazzo di Leni ed è felice di non avere più uno spasimante con l'epistassi, ma dopo un po' realizza di essere gelosa di non avere più dei regalini o dei favorucci da parte di Clyde. Clyde, intanto, sta seguendo i consigli di Leni ogni volta che incappa in Lori (quali fare l'alfabeto mentalmente o trattenere il respiro), vanificando gli sforzi di Lori di farsi notare da Clyde. Leni, quindi, passa alla fase finale dell'allenamento: conversare con Lori e si traveste nella sorella e si mette a chiacchierare con Clyde. Clyde riesce a non svenire o impazzire e ringrazia Leni, elogiandone l'aspetto. Lori, sentendo quest'ultima parte del discorso, si deprime e, dopo aver inizialmente pensato di travestirsi da Leni, decide di fare la cosa giusta, ossia, scusarsi con Clyde. Lori si scusa con Clyde e lo abbraccia, ma l'inusuale reazione da parte della ragazza, riporta a galla il vecchio Clyde, che inizia a sanguinare dal naso e a svenire. Lincoln spiega tutto a Lori, e Lori realizza di non aver mai perso il suo spasimante, che lo preferisce così come è.

## Una botta di salute
I coniugi Loud sono molto, ma molto impigriti e i ragazzi, temendo per la loro salute, li convincono a fare un po' di allenamento fisico. Dopo un burrascoso inizio, l'allenamento mostra i suoi frutti e mamma e papà Loud ringraziano i ragazzi per averli messi in forma. Sfortunatamente, il piano dei ragazzi ha funzionato un po' troppo: la mattina preso, i coniugi Loud tirano giù i ragazzi dal letto per un po' di jogging mattutino, poi gli fanno fare flessioni, piegamenti, sollevamento pesi e la dieta è ora a base di acqua di cipolla e insetti ricchi di proteine. I ragazzi, quindi, per riportare tutto alla normalità, decidono allora di falsificare i numeri della bilancia, l'orologio e i pesi, più le taglie dei vestiti dei genitori per convincerli che il loro allenamento li ha riportati in forma e che non c'è bisogno che ne facciano altro. Il piano funziona e stavolta non vi sono effetti collaterali… almeno finché i fratelli Loud non scoprono che i genitori si sono iscritti ad una competizione ginnica, in cui falliscono miseramente. I ragazzi si scusano per le bugie e i genitori si scusano di aver esagerato e decidono che faranno un po' di allenamento durante la settimana, ma senza esagerare.

## Lynn prende tutto
È la serata dei giochi a casa Loud e solo una sorella è contenta di ciò: Lynn. Lynn è un asso in tutti i giochi da tavolo, ma quello che dà fastidio agli altri fratelli è la sua vanità quando si mette a gongolare per la vittoria, e la cosa non aiuta quando Lynn raggiunge la sua 300ª vittoria. Stufi di questa sceneggiata, i ragazzi complottano per fare un gioco da tavolo in cui Lynn non sia brava e finalmente rompere il suo fastidioso record di vittorie e vanità. Dopo tre futili tentativi, Lisa tira fuori un altro gioco, "I coloni di Gattan", in cui si vince quando si formano alleanze e, visto che nessuno si allea con Lynn, Lynn finalmente perde. Tuttavia, il giorno dopo, Lynn diventa ancor più competitiva, ma non al gioco, bensì in normali attività quotidiane (salire le scale, lavarsi i denti, dormire e russare). Non potendone più, i ragazzi pretendono una rivincita e, questa volta, si assicurano di perdere, ma vengono scoperti. Lynn domanda perché l'abbiano fatto e Linc spiega che è stato per il suo carattere competitivo e, inizialmente, per come sbatteva sulla loro faccia la sua sfacciata vittoria. Lynn si scusa per il suo comportamento e promette di essere più sportiva. Alla prossima serata dei giochi, Lynn vince con sportività, solo per gongolare una volta fuori dalla porta (ma perlomeno non sulle facce dei fratelli).

## Il futuro
Una nuova famiglia si trasferisce nel vicinato, gli Yates. I coniugi Loud danno loro il benvenuto, e si stupiscono nel vedere i figli modello degli Yates, arrivando alla conclusione che forse non stanno crescendo bene i loro figli e il giorno dopo iscrivono i ragazzi a diverse attività extracurricolari per renderli più responsabili e dei ragazzi modello. I fratelli Loud finiscono con l'accettare queste nuove attività, ma quando i genitori gli offrono di portarli al cinema o a prendere un gelato, i ragazzi rifiutano, dicendo che sono stupide attività che non contribuiranno al loro curriculum. I genitori, realizzando l'errore, si scusano con i ragazzi per aver messo a loro pressione quando dovrebbero pensare a divertirsi. I ragazzi la perdonano e tornano alla loro normale vita. Gli Yates, intanto, decidono che anche loro dovrebbero lasciare svagare i loro figli, di tanto in tanto, e gli lasciano giocare con i Loud.

## Yes Man
Luna ha bisogno di soldi per comprare una maglietta usata di Mick Swagger, ma non chiede ai genitori, convinta che rifiuteranno il prestito. Tuttavia, Luna sente Lincoln al telefono con gli amici: Linc, Clyde, Liam e Zach andranno al concerto degli Smooch, domani, ma Lincoln ha atteso fino all'ultimo per chiedere dei soldi ai genitori per i pass, ma lui non è preoccupato, definendosi come l'uomo che convince. Allettata, Luna chiede al fratello di istruirla nell'arte del convincimento, e Linc accetta. Luna riesce a ottenere i soldi per la maglietta e le altre sorelle lo scoprono e chiedono a Linc di insegnare anche a loro l'arte del convincimento. Tutte quante riescono nell'impresa di ottenere dei soldi dai genitori, ma quando arriva il turno di Lincoln, i genitori dicono di no. Dopo altri vari tentativi, Lincoln scopre che non è che i genitori non vogliano dargli i soldi del biglietto, è che non possono, hanno dato tutto alle altre. Sentendosi in colpa perché il loro egoismo gli è costato il concerto, le ragazze allestiscono un palco nel giardino dove si mettono a suonare truccate come gli Smooch, in cui lo ringraziano per i suoi insegnamenti e rivelano di aver messo in pratica tali lezioni anche per un'altra sorpresa: i veri Smooch sono venuti per un concerto privato solo per lui (e i suoi amici).

## Il significato dell'amicizia
Arriva la prima pagella dell'asilo e Lisa ottiene tutte A, tranne una F nelle capacità relazionali. La maestra tenta di venirle incontro: se Lisa riuscirà a farsi un amico (umano), allora cambierà il voto. Lisa, essendo inesperta nel campo dell'amicizia, osserva la sua famiglia e trae sensate conclusioni su come due individui possano diventare amici. Lisa, quindi, si amica con una bambina di nome Darcy e, dopo alcuni momenti passati insieme, la maestra cambia il voto di Lisa. Contenta, Lisa torna ai suoi esperimenti scientifici, ignorando Darcy che sta continuando a mostrare a Lisa segni d'affetto. Lisa, non potendone più, le ammette che è diventata sua amica solo per migliorare la sua pagella, ma questo le costa la perdita dell'amica, del bel voto e un biglietto di sola andata in punizione nell'angolo. Rattristita, Lisa viene avvicinata da Darcy, che le offre un biscotto per consolarla e Lisa comprende che non è male avere degli amici e ne comprende il vero significato, diventando serie amiche (e la maestra cambia, felicemente, il voto).

## Basta scherzare
Luan sta dando il meglio dei suoi scherzi e battute, pubblicizzando il suo spettacolo di giovani cabarettisti. Riuniti, i fratelli Loud si sfogano su quanto alcune delle battute di Luan siano fastidiose. Luan li sente e il giorno dopo si comporta in maniera assolutamente normale, facendo restare di stucco i fratelli. E rimangono ancora più di stucco quando Lincoln, prendendo la spazzatura, ottiene da Luan tutta la sua roba per gli sketch (compreso il suo inseparabile ventriloquo, Signor Cocco). Preoccupati, i fratelli tentano di farla ritornare alla comicità, ma niente la smuove, convinta che, se i suoi fratelli la trovano fastidiosa, figurarsi gli altri. Questo però, offre a Lincoln un'idea. Il giorno dello spettacolo, i Loud portano Luan al cabaret e Lincoln sale sul palco con il quaderno di barzellette di Luan e continua a sbagliare battute. Furiosa, Luan sale sul palco e le corregge, notando che alla gente piacciono le sue battute e decide di continuare con le sue barzellette. Tornati a casa, Luan ringrazia i fratelli, che si scusano per essere stati un po' duri e Luan si ripromette di non esagerare troppo.

## Ci sei cascato
È Halloween, e per i Loud è una bellissima notizia (tranne per il terrorizzato papà Loud): grazie a Lucy, la famiglia è in grado di allestire il più terrificante labirinto di mais che Royal Woods abbia mai visto. Anche per Lincoln e Clyde è una buona notizia: quest'anno hanno individuato il quartiere dalla quale lucreranno il più ricco assesto di dolci per dolcetto e scherzetto, un ricco quartiere nel quale vivono proprio dei ragazzi dal loro simile aspetto che sono appena partiti oltremare. Tornando a casa, i ragazzi incappano in due grossi bulli i quali domandano se conoscono il luogo da cui possono avere più dolcetti e Lincoln, per tenerli lontano dal ricco quartiere, li indirizzano verso la loro via. Ottenuto il ricco bottino, i ragazzi decidono di sotterrarlo per evitare che caschino nelle golose mani delle sorelle Loud o nelle strette e salutari mani dei coniugi McBride, ma tornati a casa, notano la loro via ricoperta di carta igienica e con le decorazioni distrutte: i due bulli hanno fatto man bassa di tutti i dolcetti, hanno vandalizzato il quartiere e hanno tenuto tutti quanti chiusi in casa dalla paura e lontani dal labirinto dei Loud. Sentendosi in colpa, i ragazzi decidono di riprendere i dolcetti dai due bulli e ridarli ai legittimi proprietari. Rintracciati i bulli, Lincoln e Clyde tentano di rubare il bottino, ma vengono scoperti e picchiati e, come se il danno non bastasse, i bulli ripromettono che torneranno anche il prossimo anno a razziare la loro via. Tuttavia, Lincoln realizza che, quando li hanno incontrati, Clyde, dal panico, ha sanguinato dal naso, spaventandoli: i due non sopportano la vista del sangue. Dopo aver chiamato Lucy, Lincoln e Clyde si travestono nei loro sosia nobili e fingono di avere molte caramelle, attirando i bulli e facendoli entrare nel loro labirinto, dove i Loud danno il massimo del terrore con i loro fantastici costumi e trucchi. Terrorizzati a morte, i bulli scappano via, promettendo di non tornare mai più e, con il grande spettacolo, tutti i ragazzi della via sono usciti per godersi il labirinto. Come ultima cosa, tutte le vittime dei bulli vengono risarcite con il bottino di Lincoln e Clyde.

## La guasta-feste
È il compleanno di mamma Loud e tutti vogliono prepararle una festa sorpresa (motivo per cui papà Loud la porta fuori tutto il giorno), ma vogliono anche rendere Leni il meno partecipe possibile: ad ogni festa a sorpresa da loro organizzata, Leni finisce sempre con il rivelare (involontariamente) la sorpresa, quindi le mentono che, per il compleanno di mamma, faranno una festicciola piccola, per quanto Leni voglia farne una grande. Dopo diversi momenti in cui Leni stava per scoprire della festa a sorpresa, i ragazzi decidono di mandarla a comprare una cartolina regalo in un lontano negozio, mentre loro organizzano, ma finiscono con il fare una festa tremenda: palloncini marroni, festoni di carta igienica e come invitati ci sono Flip, Grouse e il Dr. Feinstein (il capo di Rita). I ragazzi si accorgono che, effettivamente, la festa fa schifo perché manca Leni, che è colei che le organizzava ed era l'unica con un po' di buongusto. I ragazzi la vanno a riprendere ma non la trovano e tornano a casa mesti, solo per trovarci una festa più decente: Leni ha finito con il comprare più oggetti per la festa e ha invitato le giuste persone perché non se la sentiva di fare una piccola festa per la loro madre. I ragazzi si scusano per non averla partecipe e la ringraziano per aver salvato la serata e, inoltre, non possono rischiare che Leni mandi a monte tutto, poiché i genitori sono tornati proprio adesso. Rita apprezza la festa e i fratelli Loud nominano Leni la neo incaricata delle feste dei Loud.

## Gara in biblioteca
La biblioteca di Royal Woods indice un concorso: il nucleo famigliare che legge più libri entro la fine del concorso, vincerà un pass per un mese al Paradiso della Pizza. Tutti i Loud sono estasiati e prendono tanti i libri e li leggono, quindi, la bibliotecaria pone dei quiz sui libri letti e tutti rispondono soddisfacentemente, tranne Lola, che ammette di non aver letto il suo libro perché non interessata alla lettura, ma il regolamento prevede che tutto il nucleo famigliare debba leggere, quindi, se Lola non legge almeno un libro, non potranno neanche classificarsi. Lincoln si offre volontario per farle leggere un semplice libro sulle principesse, ma Lola riesce a procrastinare e a non leggerlo, finché Linc non le fa ammettere la verità: in realtà lei è interessata alla lettura, ma semplicemente non sa leggere e si vergogna ad ammetterlo. Lincoln decide di aiutarla allora, e pian piano riescono a leggere tutto il libro, ma purtroppo il tempo è scaduto. Lincoln si addossa tutta la colpa della perdita, ma Lola confessa la verità. La famiglia la perdona e Lola ringrazia Linc per averla aiutata a leggere il suo primo libro.

## Il non Loud
Lincoln ha come compito di scrivere un tema sulla sua nascita, ma sfogliando il suo album dei ricordi, lo trova vuoto: non ci sono informazioni sulla sua nascita. Lincoln ne parla con i genitori, i quali (visibilmente spaventati) non sanno dire nulla di utile. Lincoln quindi chiede alle sorelle maggiori: Lori dice che una scienziata lo ha portato a casa, Leni dice che l'ha portato un'aquila, Luna dice che fu scortato da alcuni uomini in nero (agenti segreti?) e Luan ricorda che i genitori avevano attrezzato una stanza per una femmina. Dopo diverse ipotesi formulare con Clyde, Lincoln mette insieme i pezzi e realizza che potrebbe essere stato adottato. Dopo un paio di ricerche, in effetti, trova una famiglia i cui genitori hanno i capelli bianchi, ma la loro bambina (nata lo stesso giorno di Linc) è il ritratto sputato di Lori e arriva alla conclusione che sono stati scambiati alla nascita. Lincoln si confronta con i suoi presunti non-genitori e domanda una spiegazione logica alla sua tesi con solide basi. I genitori vuotano il sacco: lui è il loro legittimo figlio, semplicemente la sua nascita è avvenuta in circostanze molto particolari. Quando erano diretti all'ospedale per eseguire il parto, il Vanzilla si era rotto a metà strada. A raccogliere la coppia fu nientepopodimeno che il presidente degli Stati Uniti e la First Lady in persona e fu proprio quest'ultima (adeguatamente attrezzata, spiegando così la scienziata di Lori) a portarlo alla luce, quindi è stato fasciato in una coperta con il simbolo presidenziale (spiegando l'aquila di Leni) e gli uomini in nero erano le guardie del corpo del presidente (spiegando gli agenti segreti di Luna) che hanno chiesto ai Loud di tenere confidenziale il loro incontro con il presidente, in quanto era nel mezzo di una missione top-secret (spiegando l'album non documentato). Infine, la "stanza per un'altra ragazza" era solo una stanza extra in cui erano conservate le cose vecchie delle altre figlie, ma effettivamente l'aver scoperto che il loro sesto figlio era un maschio è stata una sorpresa per tutti. Lincoln si scusa con i genitori, tuttavia, qualche domanda gli ronza ancora in testa (come mai ha capelli bianchi e non biondi e bruni e come spiegare la bambina simile a Lori in una famiglia dai capelli bianchi?).

## Leggende
Lincoln ammette di non avere molti interessi in comune con il padre, finché non scopre che entrambi adorano Legends of the Hidden Temple (un vecchio game show di Nickelodeon) e quando scoprono che ci sarà una puntata speciale padre-figlio, decidono di parteciparvi. La sfida procede bene, ma i loro sfidanti, gli Stankco offrono una scommessa: chi perde dovrà superare la sicurezza aeroportuale in mutande e i Loud accettano. Purtroppo, i Loud finiscono con il perdere, ma all'aeroporto, i due sono festeggiati dai fan dello show, elogiando soprattutto il loro lavoro di squadra e il loro onore, anziché la vittoria degli Stankco.

## Sopravvivere al centro commerciale
Lincoln deve badare alle sorelle minori mentre i genitori e le sorelle maggiori sono fuori, ma scopre che il suo idolo dei programmi di sopravvivenza, Rip Hardcore, sta firmando le copie del suo libro al centro commerciale di Royal Woods. Portandosi dietro le sorelle, Lincoln scopre che la fila è lunga e le sorelle sono poco pazienti, quindi, le fa salire sul trenino nell'area bimbi per tutta la durata della coda. A libro firmato, Lincoln scopre che il treno è deragliato. Grazie alle istruzioni del libro, Lincoln riesce a ritrovare le sorelle, scese dal treno e intente a esplorare la loro sezione commerciale preferita, ma Lily è ancora sul trenino e riesce a recuperarla con l'aiuto di Scoot, un'anziana teppista in motorino, ma non senza prima averla pagata con il libro firmato. Le ragazze si complimentano con Lincoln, ma scoprono che ha dovuto rinunciare al suo libro e si sentono in colpa, ma Lincoln le rassicura. Tornati a casa, i genitori sorprendono Lincoln regalandogli una copia firmata del libro come ricompensa per aver badato alle sorelle.

## Signorina in lacrime
Lily non fa altro che piangere tutto il tempo e i ragazzi non ne capiscono la causa dato che è pulita, sfamata e ha la sua copertina. Lori, quindi, si ricorda che da piccola aveva un peluche canterino che le tirava sempre su il morale e i ragazzi recuperano dalla soffitta quel peluche, Fenton la volpe buonumore, la cui canzoncina riesce a far smettere di piangere Lily. I genitori sono terrorizzati e informano i loro figli che ne pagheranno le conseguenze ora che hanno tirato fuori "l'infernale giocattolo". Difatti, nei seguenti giorni, Lily non smette di far suonare Fenton, nemmeno di notte. Non potendone più, i ragazzi riescono a sottrarle il giocattolo e buttarlo via e, dopo averla intrattenuta per distrarla dalla scomparsa del suo peluche, i ragazzi possono finalmente dormire in pace, ma si accorgono che Lily è ora depressa. Dispiaciuti, i fratelli Loud vanno a recuperare il peluche, ma è troppo tardi: è stato portato alla discarica e compattato. Tornando mestamente a casa, i ragazzi ideano una soluzione alternativa: Lincoln si traveste da Fenton, Luna provvede la musica e tutti cantano in coro a Lily la canzoncina di Fenton. Certo, forse lo faranno per il resto dei loro giorni, ma almeno Lily è felice.

## Anti-social
Papà Loud era un tecnico, eppure non è un fanatico della tecnologia, ma i fratelli Loud sono convinti che, se vedesse le meraviglie e le facilitazioni che gli smartphone offrono, cambierebbe idea. Il giorno dopo, i ragazzi mostrano a papà tali meraviglie e facilitazioni (come il potersi distrarre quando una fila al bagno è lunga, avvertire più persone contemporaneamente, ritoccare le foto) e il loro piano funziona: Lynn Sr. si è appassionato alla tecnologia. Tuttavia, questo inizia a diventare un problema: papà Loud è troppo attaccato al telefono, non dà una mano in casa né in cucina, e non pensa neanche al suo benessere. Dopo aver realizzato di aver trasformato il padre in un loro sosia, i fratelli Loud decidono di prendere misure drastiche e staccano l'internet. Papà Loud è disperato, ma viene convinto che è stato fatto per il suo bene e viene pian piano riabilitato nell'intraprendere relazioni sociali, tanto più che, a missione compiuta, i fratelli Loud decidono di godersi questi momenti e di non riattaccare subito l'internet.

## Serata coi fiocchi
Il Burger-Rutto indice un concorso: il primo che trova un biglietto nella carta del loro panino, potrà fare parte del team del pit-stop di Bobbie Fletcher, la grande pilota di corsa e idolo di Lana. Lana convince la famiglia ad aiutarla a cercare il biglietto (più bocche da sfamare, più chance di vincere) e i fratelli accettano (tranne cracno nonostante un pasto di carne deve andare in letargo), per quanto un po' preoccupati dall'imminente nevicata. Dopo vari tentativi, i fratelli riescono a vincere il biglietto, ma come fanno per uscire, trovano la via bloccata dalla neve. Flip, giunto per vincere il biglietto e poi rivenderlo, riesce ad aprire un varco, ma quando i fratelli Loud gli chiedono un passaggio a casa, Flip chiede in cambio il biglietto. Lana si rifiuta e, dopo Flip (malauguratamente) li riblocca dentro, scava un tunnel verso il Vanzilla, ma il motore e congelato e, provando a scioglierlo con la lampada scongelante del fast food, Lana fa saltare la corrente del locale. Con i fratelli infreddoliti, Lana accetta di cedere il suo biglietto a Flip (dopo averlo ritrovato) e farsi dare un passaggio a casa. Sulla via per casa, Flip e i Loud incappano in Bobbie, rimasta bloccata a causa del motore congelato. Lana si offre di ripararlo e riesce a rimetterlo in funzione. Colpita, Bobbie le dà il suo numero di telefono e le promette, che non appena raggiunge la maggiore età, la farà membro del suo pit crew.

## In trappola sul trampolino
Lincoln va in vacanza in montagna con la famiglia McBride, ma inizia a rimpiangere un po' la decisione quando nota l'iperprotettività dei coniugi McBride: il vialetto viene sempre pulito prima di essere usato per evitare di scivolare, dei materassi sono legati agli alberi in modo che il loro slittino si schianti delicatamente in una collina già livellata e addirittura cinture di sicurezza sul divano. Quando Lincoln lo fa notare a Clyde, questi realizza che non vuole vivere in una campana di vetro e chiede ai genitori più liberta, ma loro non sono pronti a lasciare andare il loro figlio solo in mezzo al mondo, tanto che truccano lo slittino dei ragazzi per far sì che un rampino renda sicura la loro discesa. Il giorno dopo, Lincoln e i coniugi McBride scoprono che Clyde è scomparso e un biglietto suggerisce che sia andato a testare il pericoloso trampolino sciistico vicino alla loro baita. I tre corrono subito in cima, ma una volta arrivati in cima, capiscono di aver frainteso il messaggio e, con loro orrore, sono intrappolati dato che la scala con la quale sono saliti si è rotta. Comunicando con Clyde tramite i walkie-talkie, questi rivela che aveva intenzione di affrontare il trampolino, ma poi si è reso conto di non averne il coraggio, dopodiché, grazie allo slittino truccato, riesce a risalire il trampolino, raggiungere i genitori e l'amico e farli scendere a valle. I McBride accettano che Clyde è pronto ai pericoli del mondo esterno e decidono di concedergli più libertà, cominciando con il rimuovere le protezioni agli alberi e rendendo più ripide le colline per le loro slittate.